# Sjofn (álbum)
Sjofn es el segundo álbum del grupo finés de folk nórdico Gjallarhorn, lanzado en 2000 por Vindauga Records.

## Recepción
Jon Davis, al revisar el CD en exposición, llama a la combinación del didgeridoo australiano y la música nórdica "un partido inspirado", en el que "la bella voz de Jenny Wilhelms flota sobre el zumbido bajo, unida por violín y mandola y otros instrumentos acústicos." A Davis le costaba creer que una música tan poderosa fuera hecha sin instrumentos eléctricos o electrónicos. Señala que el material está inspirado en melodías folklóricas suecas, islandesas y de Karelia, pero que la interpretación es completamente de Sjofn. Su reseña termina con el comentario de que tuvo dificultades para revisar cualquier otra música.
Peggy Latkovich, al repasar Sjofn en Rootsworld, describe a Gjallarhorn como un cuarteto que "profundiza en la tierra por su sonido desenfrenado". Si bien en su opinión, gran parte de la música tiene una calidad tribal, sus raíces son totalmente escandinavas. Las melodías "se funden maravillosamente con las letras", encuentra que si bien tiene un "espíritu de la tierra indómito" en todo momento, es "una obra meticulosamente elaborada".
Russell W. Elliot, al repasar Sjofn para Musical Discoveries, escribió que disfrutaron muchísimo el álbum, que atraería a los amantes de la música global. Elliot observó la forma en que las combinaciones de partes en las diversas pistas se complementaban entre sí: el violín y la voz de Wilhelms en "Dance a Little", el sonido del mar y el delfín en "Dolphin Calling", los coros y el arpa de boca" en "Su Ru Ruskadirei", y el didgeridoo "característico de Gjallarhorn" con capas de la voz de Wilhelms en "Goddess of Spring".

## Apoyo
El álbum fue presentado con la ayuda de Finlands Svenska Folkmusikinstitut (Instituto de Música Folklórica de Finlandia) y Svenska Kulturfonden (El Fondo de Cultura de Suecia). El Folk Music Institute describió el disco como "teniendo a la diosa Sjöfn como observadora, las letras que tratan de uniones de amor y rituales de primavera."

## Lista de canciones
| N.º | Título                                          | Duración |  |
| 1.  | «Suvetar (Diosa de la primavera)»               | 5:13     |  |
| 2.  | «Tova och Konungen (Tova y el Rey)»             | 4:20     |  |
| 3.  | «Dejelill och Lagerman (Dejelill y Lagerman)»   | 3:22     |  |
| 4.  | «Menuett from Jeppo (Polska) – Intro»           | 1:04     |  |
| 5.  | «Menuett from Jeppo (Polska)»                   | 3:08     |  |
| 6.  | «Kom Helge Ande (Ven, espíritu santo)»          | 3:28     |  |
| 7.  | «Näcken och Jungfrun (La fuente y la Doncella)» | 3:12     |  |
| 8.  | «Su Ru Ruskadirej»                              | 3:53     |  |
| 9.  | «Bergfäst (Montaña embrujada)»                  | 7:40     |  |
| 10. | «Oravaismenuett (Minueto de Oravais)»           | 3:32     |  |
| 11. | «Lille Dansa (Baila un poco)»                   | 2:44     |  |
| 12. | «Hjaðningaríma (Canción pagana)»                | 2:26     |  |
| 13. | «Sinivatsa (Llamado de delfín)»                 | 7:37     |  |

## Formación
- Jenny Wilhelms - voz, fiddle
- Christopher Öhman - voz, viola, mandola, kalimba
- Tommy Mansikka-Aho - arpa, didgeridoo, yembe y udu
- David Lillkvist - bongós, conga, derbake, platillos, yembe, kalimba, sacudidor, surdo, pandereta, triángulo, udu y chime
- Sara Puljula - bajo acústico